# Tiracon 6V
| Synthesizer              | Synthesizer                         |
| Allgemeines              | Allgemeines                         |
| ------------------------ | ----------------------------------- |
| Name                     | Tiracon 6V                          |
| Hersteller               | VEB Automatisierungsanlagen Cottbus |
| Klangsynthese            | analog                              |
| Zeitraum                 | 1987                                |
| Preis (Erscheinungsjahr) | 4350,00 M                           |
| Eigenschaften            |                                     |
| Polyphon                 | ja                                  |
| Tasten                   | 49, nicht anschlagsdynamisch        |
| Int. Spielhilfen         | Pitch-, Modulations-Joystick        |
| Schnittstelle(n)         | MIDI                                |
| Sequenzer                | 250 Töne, 2 Spuren                  |
| ROM                      | 100 Klangfarben                     |
| RAM                      | bis zu 100 Klangfarben              |
| Ext. Speicher            | Kassettenrecorder, Datasette        |

Der Tiracon 6V ist ein 6-stimmiger polyphoner Hybridsynthesizer aus der DDR.

## Geschichte
Mit dem Tiracon 6V erschien 1987 bereits der zweite in der DDR entwickelte und produzierte Synthesizer auf dem heimischen Markt. Produziert wurde er vom VEB Automatisierungsanlagen Cottbus (im VEB Kombinat Automatisierungsanlagenbau) im Rahmen der Konsumgüterproduktion in der DDR. Er war zugleich der letzte in der DDR entwickelte Synthesizer.
Der Funktionsumfang war im Vergleich zu westlichen Produkten auf dem Stand der Jahre 1982/84. Im Gerät sind Konstruktionsmerkmale des Roland Juno-6 und Korg Poly 61 zu finden. Es wurden ca. 1000 bis 1200 Geräte gebaut. Nach der Wende wurde die Produktion rasch eingestellt, jedoch Einzelteile von einem Elektrohändler aus Cottbus weiterhin vertrieben. Heutzutage ist der Synthesizer aufgrund seiner Herkunft ein beliebtes Sammelstück und den niedrigen Produktionszahlen geschuldet entsprechend teuer gehandelt. Einige sind sogar in die USA gelangt.

## Aufbau
Der Tiracon besteht aus 3 Platinen:
- Kanalleiterplatte (KLP), enthält Tongenerator (VCO), Filter (VCF) und Verstärker (VCA)
- Analogleiterplatte (ALP), auf der 6 KLPs verbaut sind, zudem ein Rauschgenerator und Kopfhörerverstärker
- Digitalleiterplatte (DLP) u. a. mit einem Z80-Computer und einem D/A-Wandler.

## Technische Daten
- 8-Bit Prozessor U880 (Zilog Z80)
- VCO Wellenform: Sägezahn 4' & Rechteck 4', 8' und 16' kombinierbar
- VCF: 24 dB Tiefpass, Resonanz regelbar
- 3 LFO: je einer für VCO, VCF und Pulsbreite
- 32 Programmspeicherplätze
- Sequenzer mit 2 Spuren für 250 Noten
- Chord-Memory Funktion
- Anzeige: 6-stelliges 7-Segment-LED-Anzeige[5]

Das Gehäuse bestand aus Metall und zwei Seitenteilen aus Holz. Er wog 14 kg. Die Abmessungen betrugen 900 mm × 345 mm × 110 mm.